# Търсещ убежище
Търсещият убежище (на английски: asylum seeker) е лице, което е избягало от страната си в друга държава (и спрямо нея е чужденец) и моли другата държава за закрила. От момента, в който той подаде молба за убежище и до вземането на решение по неговия случай – положително или отрицателно – той се счита за търсещ убежище. Необходимо е да се прави разлика между търсещия убежище и бежанец, тъй като бежанец е търсещ убежище, чиято молба за убежище е била приета; когато страхувайки се от преследване, опасността е била призната като установена и той получава право на закрила и статут. В страната, в която е дошъл търсещият убежище, статутът му трябва да бъде разгледан. Ако след проверката се установи, че той няма право на статут на бежанец, той може да бъде депортиран. Въпреки наличието на международни конвенции, свързани с търсещите убежище, регулирането на техните права и задължения варира в различните държави. До 2015 г. броят на търсещите убежище в световен мащаб е 10 милиона.
В България „чужденец, търсещ закрила“ е този, който е заявил желание за получаване на закрила до приключване разглеждането на молбата му.